# Дюсиметьер, Леон Павлович
Леон Павлович Дюсиметьер (1883—1930-е) — полковник Генерального штаба, военный лётчик, герой Первой мировой войны.

## Биография
Православный. Из дворян. Сын швейцарского подданного.
Выдержал экзамен за полный курс Александровского кадетского корпуса. В 1903 году окончил Московское военное училище, откуда выпущен был подпоручиком в 7-й Финляндский стрелковый полк.
15 апреля 1904 года переведен в лейб-гвардии Гренадерский полк. В 1904—1909 годах находился в командировке в Македонии для участия в преобразовании местной жандармерии. Произведен в поручики 6 декабря 1907 года, в штабс-капитаны — 6 декабря 1911 года. В 1914 году окончил Николаевскую военную академию по 1-му разряду, был причислен к Генеральному штабу.
С началом Первой мировой войны состоял в штабе 2-й армии, временно исполнял должность помощника старшего адъютанта разведывательного отделения штаба 2-й армии. С 27 августа 1914 года был прикомандирован к 21-му авиационному отряду в качестве офицера-наблюдателя. Удостоен ордена Св. Георгия 4-й степени.
За то, что 3-го ноября 1914 года, получив приказание от командующего армией произвести воздушную разведку, с целью выяснить направление движения и силы противника, действовавшего против правого фланга армии, блестяще выполнил свою задачу. Вылетев в качестве наблюдателя на аэроплане, обнаружил подходившие к Ленчице и направленные в обход правого фланга армии колонны противника, точно и верно определив их силу в один корпус. Для более точного определения сил противника совершил разведку на высоте 1000—1400 метров, был обстрелян залповым ружейным огнем, а также артиллерией противника, давшей по аэроплану несколько очередей. По возвращении с разведки в аэроплане было обнаружено несколько пробоин от ружейных и шрапнельных пуль. Своевременно доставленные в штаб армии сведения существенно повлияли на успешный ход операций, дав возможность принять меры против начавшегося в этот день обхода нашего фланга неприятелем.
22 марта 1915 года переведен в Генеральный штаб капитаном, с назначением помощником старшего адъютанта отдела генерал-квартирмейстера штаба 2-й армии. С 28 марта 1915 года состоял наблюдателем 1-го корпусного авиационного отряда, с 5 мая — заведующим авиационной группой 2-й армии. Пожалован Георгиевским оружием
За то, что, состоя в чине капитана и будучи заведующим авиационной группой 2-й армии, своими лихими и самоотверженными полетами, неоднократно подвергая свою жизнь опасности и попадая под неприятельский огонь, доставлял своими воздушными полетами точные и ценные данные и тем действительно содействовал штабу армии в выполнении поставленных ей задач. 12-го сентября 1915 года, вылетев на разведку, обнаружил подход по дороге дд. Вишнев, Нефеды, Войстом и Поповцы не менее корпуса противника, направленного против левого фланга 4-го и правого фланга 27-го корпусов, что дало возможность принять меры к парированию готовившегося удара противником.
4 ноября 1915 года произведен в подполковники на основании Георгиевского статута, а 5 декабря того же года назначен штаб-офицером для поручений при заведующим авиацией и воздухоплаванием в действующей армии. 23 января 1916 года произведен в полковники. С 1916 года состоял преподавателем Военной школы летчиков-наблюдателей в Киеве, стажировался во Франции. 17 января 1917 года назначен штаб-офицером, заведующим обучающимися в Николаевской военной академии офицерами, а 10 мая того же года — штатным преподавателем военных наук той же академии. 11 августа 1917 года назначен и. д. помощника начальника Управления военного воздушного флота по административно-строевой части, с оставлением в должности преподавателя военных наук.
В конце 1917 года прибыл на Дон в Добровольческую армию, состоял в распоряжении генерала Корнилова. Затем участвовал в Белом движении на Восточном фронте.
В эмиграции в Шанхае, служил секретарем Русско-Азиатского банка. В 1920—1922 годах состоял председателем Союза военнослужащих. В 1938 году проживал в Шанхае, умер до 1940 года там же. Был женат.

## Награды
- Орден Святого Станислава 3-й ст. (ВП 23.08.1908)
- Орден Святой Анны 3-й ст. «за отличные успехи в науках» (ВП 8.05.1914)
- Орден Святого Станислава 2-й ст. с мечами (ВП 11.12.1914)
- Орден Святого Владимира 4-й ст. с мечами и бантом (ВП 28.02.1915)
- Орден Святого Георгия 4-й ст. (ВП 9.06.1915)
- Орден Святой Анны 4-й ст. с надписью «за храбрость» (Приказ по 2-й армии № 255 от 4.05.1915)
- Георгиевское оружие (ВП 29.08.1916)